# 聖布拉斯山脈
聖布拉斯山脈（西班牙語：Cordillera de San Blas），是巴拿馬的山脈，位於該國中部巴拿馬省和庫納雅拉特區，毗鄰加勒比海，最高點海拔高度748米，是切波河的發源地。